# Alpina concava
Alpina concava là một loài bướm đêm trong họ Geometridae.